# Cronicile orașelor flămânde
Cronicile orașelor flămânde este o serie de romane fantastice scrisă de Philip Reeve, ce cuprinde Mașinării infernale (1995), Predator's Gold (2003), Infernal Devices (2005) și A Darkling Plain (2006).